# Демиденко Андрій Макарович
Демиденко Андрій Макарович (нар. 21 вересня 1899, с. Ташлик Черкаської обл. — 16 травня 1961, Київ) — український радянський звукооператор.

## Біографія
Народився 21 вересня 1899 р. в с Ташлик Черкаської обл. в родині селянина.
Навчався в Київській консерваторії (1923–1929). Закінчив Київський політехнікум річкового транспорту (1932).
З 1935 р. працював звукооператором на Київській кіностудії художніх фільмів.
Учасник нацистсько-радянської війни.
Помер 16 травня 1961 р. в Києві.

## Фільмографія
Оформив стрічки:
- «Дивний сад» (1935)
- «Наталка Полтавка» (1936)
- «Суворий юнак» (1936)
- «Українські пісні на екрані» (1936, «Пісня про пана Лебеденка»)
- «Квітуча Україна»
- «Новели про героїв-льотчиків»
- «Том Соєр» (1936)
- «Кубанці» (1939)
- «Стожари» (1939)
- «Вітер зі сходу» (1940)
- «Літа молодії» (1942)
- «Блакитні дороги» (1947)
- «Щедре літо» (1950)
- «Максимко» (1952)
- «Концерт майстрів українського мистецтва» (1952)
- «Запорожець за Дунаєм» (1953)
- «Командир корабля» (1954)
- «Лимерівна» (1955)
- «Матрос Чижик» (1955)
- «Іван Франко» (1956)
- «Море кличе» (1956)
- «Вогненний міст» (1958)
- «Григорій Сковорода» (1959) та ін.